# José Devecchi
José Antonio Devecchi (Corrientes, 9 luglio 1995) è un calciatore argentino, portiere del San Lorenzo.

## Carriera

### Nazionale
È stato convocato dalla nazionale Under-20 argentina per il campionato sudamericano del 2015, esordendo nel match perso per 1-0 contro il Paraguay.

## Statistiche

### Presenze e reti nei club
Statistiche aggiornate al 23 marzo 2025.
| Stagione           | Squadra            | Campionato         | Campionato | Campionato | Coppe nazionali | Coppe nazionali | Coppe nazionali | Coppe continentali | Coppe continentali | Coppe continentali | Altre coppe | Altre coppe | Altre coppe | Totale | Totale | Totale |
| Stagione           | Squadra            | Comp               | Pres       | Reti       | Comp            | Pres            | Reti            | Comp               | Pres               | Reti               | Comp        | Pres        | Reti        | Pres   | Reti   |        |
| ------------------ | ------------------ | ------------------ | ---------- | ---------- | --------------- | --------------- | --------------- | ------------------ | ------------------ | ------------------ | ----------- | ----------- | ----------- | ------ | ------ | ------ |
| 2015               | San Lorenzo        | PD                 | 1          | -2         | CA              | 1               | 0               | -                  | -                  | -                  | Cmc         | 0           | 0           | 2      | -2     |        |
| 2016               | San Lorenzo        | PD                 | 0          | 0          | CA              | 0               | 0               | CL+CS              | 0                  | 0                  | SA          | -           | -           | 0      | 0      |        |
| 2016-2017          | San Lorenzo        | PD                 | 0          | 0          | CA              | 0               | 0               | CL                 | -                  | -                  | -           | -           | -           | 0      | 0      |        |
| 2017-2018          | San Lorenzo        | PD                 | 1          | -2         | CA              | 0               | 0               | CS                 | 0                  | 0                  | -           | -           | -           | 1      | -2     |        |
| 2018-2019          | San Lorenzo        | PD                 | 1          | -2         | CA+CdS          | 0               | 0               | CL                 | 0                  | 0                  | -           | -           | -           | 1      | -2     |        |
| 2020               | Audax Italiano     | PD                 | 15         | -24        | -               | -               | -               | CS                 | 4                  | -3                 | -           | -           | -           | 19     | -27    |        |
| gen.-giu. 2021     | San Lorenzo        | PD                 | -          | -          | CA+CdL          | 2+5             | -2 + -4         | CL                 | 4                  | -6                 | -           | -           | -           | 11     | -12    |        |
| lug.-dic. 2021     | Aldosivi           | PD                 | 25         | -39        | CA+CdL          | -               | -               | -                  | -                  | -                  | -           | -           | -           | 25     | -39    |        |
| 2022               | Aldosivi           | PD                 | 26         | -42        | CA+CdL          | 0+15            | 0 + -21         | -                  | -                  | -                  | -           | -           | -           | 41     | -63    |        |
| Totale Aldosivi    | Totale Aldosivi    | Totale Aldosivi    | 51         | -81        |                 | 15              | -21             |                    | -                  | -                  |             | -           | -           | 66     | -102   |        |
| 2023               | Sarmiento (J)      | PD                 | 6          | -8         | CA+CdL          | 1+14            | 0 + -8          | -                  | -                  | -                  | -           | -           | -           | 21     | -16    |        |
| gen.-ago. 2024     | Atl. Tucumán       | PD                 | 0          | 0          | CA+CdL          | 1+14            | 0 + -23         | -                  | -                  | -                  | -           | -           | -           | 15     | -23    |        |
| ago.-dic. 2024     | Banfield           | PD                 | 0          | 0          | CA+CdL          | 1+0             | -1 + 0          | -                  | -                  | -                  | -           | -           | -           | 1      | -1     |        |
| 2025               | San Lorenzo        | PD                 | 0          | 0          | CA              | 1               | 0               | -                  | -                  | -                  | -           | -           | -           | 1      | 0      |        |
| Totale San Lorenzo | Totale San Lorenzo | Totale San Lorenzo | 3          | -6         |                 | 9               | -6              |                    | 4                  | -6                 |             | 0           | 0           | 16     | -18    |        |
| Totale carriera    | Totale carriera    | Totale carriera    | 75         | -119       |                 | 55              | -59             |                    | 8                  | -9                 |             | 0           | 0           | 138    | -187   |        |

## Palmarès

### Nazionale
- Campionato sudamericano Under-20: 1

Uruguay 2015